# Jaymie Haycocks

Jaymie Haycocks, né le 12 novembre 1983 à Shrewsbury, est un joueur de squash représentant l'Angleterre. Il atteint la 50e place mondiale en mai 2014, son meilleur classement.

## Biographie
Il se qualifie pour les championnats du monde 2012 et 2013 s'inclinant au premier tour face à respectivement Ryan Cuskelly et Henrik Mustonen.